# Ecpetala
Ecpetala is een geslacht van vlinders van de familie spanners (Geometridae), uit de onderfamilie Larentiinae.

## Soorten
- E. animosa Prout, 1935
- E. caesiplaga (Prout, 1935)
- E. camerunica Herbulot, 1988
- E. carnifasciata (Warren, 1899)
- E. euthypora Prout, 1926
- E. indentata (Warren, 1902)
- E. meridionata (Walker, 1862)
- E. meruana (Aurivillius, 1910)
- E. nesaea (Prout, 1923)
- E. obtusa (Warren, 1902)
- E. similata (Aurivillius, 1910)
- E. unduligera (Aurivillius, 1910)